# Phyllis Calvert
Phyllis Calvert, pseudonimo di Phyllis Hannah Bickle (Chelsea, 18 febbraio 1915 – Londra, 8 ottobre 2002), è stata un'attrice britannica.

## Biografia
Nata Phyllis Hannah Bickle a Chelsea, studiò danza fin dall'età di sei anni presso la Margaret Morris School of Dancing, e a dieci ballava al fianco di Ellen Terry, celebre diva delle scene britanniche dell'epoca. Successivamente apparve nello spettacolo She Shall Have Music, che fu scritto appositamente per lei.Il debutto cinematografico avvenne già nel 1927, quando aveva 12 anni, nel film The Arcadians, che fu seguito durante gli anni trenta da alcuni altri sporadici ruoli non accreditati. In quel periodo infatti, la Calvert aveva già abbandonato la danza per dedicarsi completamente alla recitazione, e accumulò una certa esperienza lavorando con molte compagnie teatrali di giro prima di debuttare sui palcoscenici londinesi nel 1939 con A Woman's Privilege. Tra i suoi successi teatrali, da ricordare nel 1942 quello nella pièce Flare Path di Terence Rattigan, nel ruolo di Patricia Graham.
All'inizio degli anni quaranta, l'attrice ritornò a lavorare con regolarità anche sul grande schermo. Il suo primo successo fu nel film Kipps (1941), adattamento di una novella di H.G. Wells diretto da Carol Reed, ma fu grazie alla collaborazione con la casa produttrice Gainsborough Picture che la carriera cinematografica della Calvert prese slancio, ad iniziare dal biografico Il nemico di Napoleone (1942), con Robert Donat, e dal dramma in costume L'uomo in grigio (1943), in cui ebbe come partner James Mason e Margaret Lockwood. Con le sue maniere eleganti e signorili, l'attrice divenne una delle più celebri dive britanniche degli anni quaranta. Nel 1944 fu protagonista femminile assoluta del sentimentale Il mio amore vivrà, tratto dal romanzo di Michael Sadleir, in cui interpretò il ruolo di Fanny, la figlia illegittima di un politico, che si trova a lottare contro l'ostilità della famiglia e dell'entourage del giovane diplomatico che la vuole sposare. Nel film, in cui ritrovò come partner James Mason, recitò anche il giovane Stewart Granger.
Dalla seconda metà del decennio, la Calvert apparve ancora in film quali Un grande amore di Paganini (1946), biografia romanzata del grande violinista (interpretato da Stewart Granger), Fiamme del destino (1947), nel ruolo della caparbia Jackie Farnish, che progetta di vendicarsi del fidanzato che l'ha lasciata in seguito ai rovesci finanziari che hanno rovinato la famiglia di lei, e Il segreto della porta chiusa (1950), in cui l'attrice recitò il complesso ruolo di Yvonne Winter, una donna che perde la memoria in seguito a un bombardamento e si trova ad affrontare la perfidia della propria sorellastra, che intende rubarle l'amore del marito. Diede inoltre un'eccellente interpretazione nella parte della madre della ragazza infelice nel drammatico Mandy, la piccola sordomuta (1952).
Nella seconda metà degli anni cinquanta l'attrice tornò a concentrarsi sul teatro e iniziò a lavorare con una certa regolarità per il piccolo schermo, interpretando il ruolo della signora March nelle serie televisive Little Women e Good Wives, entrambe prodotte nel 1958 e ispirate ai romanzi di Louisa May Alcott. Nello stesso anno impersonò Mrs. Margaret Munson, brillante moglie di un compassato diplomatico britannico (interpretato da Cecil Parker), che aiuta la propria sorella Ann Kalman (Ingrid Bergman), celebre attrice teatrale, a conquistare un affascinante funzionario statunitense della Nato (Cary Grant) nell'elegante commedia Indiscreto di Stanley Donen. Nel film Ancora una domanda, Oscar Wilde! (1960), la Calvert interpretò il ruolo di Constance Lloyd, la moglie del celebre scrittore Oscar Wilde (Robert Morley), in una rappresentazione di stampo teatrale del famoso caso giudiziario che coinvolse Wilde in piena epoca vittoriana. Nel satirico Oh, che bella guerra! (1969), una dissacrante presa in giro del militarismo in cui sfilarono molti celebri divi britannici, l'attrice interpretò il ruolo di Lady Haig, per la regia di Richard Attenborough, al suo debutto dietro la macchina da presa.
Dall'inizio degli anni settanta, la Calvert continuò a lavorare per il piccolo schermo, interpretando diverse serie televisive, tra cui Kate, di cui fu protagonista in 38 episodi dal 1970 al 1972 nei panni di una columnist di mezza età che tiene una rubrica giornalistica su un popolare magazine. All'attività televisiva affianca quella teatrale, con opere come Dear Daddy. Le sue apparizioni televisive continuarono con una certa regolarità anche negli anni ottanta e novanta, fino all'ultimo ruolo nell'episodio Morti sospette (Blue Herrings), girato nel 2000, della serie poliziesca L'ispettore Barnaby, in cui l'attrice interpretò Alice Bly, un'anziana zia dell'ispettore Tom Barnaby, che aiuta il nipote a risolvere il mistero di alcuni decessi sospetti avvenuti all'interno della casa di riposo dove si è ritirata a vivere.

## Vita privata
Sposata dal 1941 con l'attore Peter Murray-Hill (che morirà prematuramente nel 1957), la Calvert ebbe due figli, Ann Auriol (nata nel 1943), e Piers Auriol (nato nel 1954).
L'attrice morì a Londra, per cause naturali, l'8 ottobre 2002, all'età di 87 anni.

## Filmografia

### Cinema
- The Arcadians, regia di Victor Saville (1927)
- Discord, regia di Henry Edwards (1935)
- Anne One Hundred, regia di Henry Edwards (1935)
- School for Stars, regia di Donovan Pedelty (1935)
- Two Days to Live, regia di Walter Tennyson (1939)
- They Came by Night, regia di Harry Lachman (1940)
- Lascia fare a Giorgio (Let George Do It!), regia di Marcel Varnel (1940)
- Charley's (Big-Hearted) Aunt, regia di Walter Forde (1940)
- Neutral Port, regia di Marcel Varnel (1940)
- Inspector Hornleigh Goes to It, regia di Walter Forde (1941)
- Kipps, regia di Carol Reed (1941)
- Uncensored, regia di Anthony Asquith (1942)
- Il nemico di Napoleone (The Young Mr. Pitt), regia di Carol Reed (1942)
- L'uomo in grigio (The Man in Gray), regia di Leslie Arliss (1943)
- Il mio amore vivrà (Fanny by Gaslight), regia di Anthony Asquith (1944)
- Two Thousand Women, regia di Frank Launder (1944)
- La madonna delle sette lune (Madonna of the Seven Moons), regia di Arthur Crabtree (1945)
- They Were Sisters, regia di Arthur Crabtree (1945)
- Un grande amore di Paganini (The Magic Bow), regia di Bernard Knowles (1946)
- Uomini di due mondi (Men of Two Worlds), regia di Thorold Dickinson (1946)
- Fiamme del destino (The Root of All Evil), regia di Brock Williams (1947)
- Prigionieri del destino (Time Out of Mind), regia di Robert Siodmak (1947)
- Atterraggio forzato (Broken Journey), regia di Ken Annakin e Michael C. Chorlton (1948)
- My Own True Love, regia di Compton Bennett (1949)
- La madonnina d'oro (The Golden Madonna), regia di Luigi Carpentieri e Ladislao Vajda (1949)
- Il segreto della porta chiusa (The Woman with No Name), regia di Ladislao Vajda (1950)
- Il cerchio di fuoco (Appointment with Danger), regia di Lewis Allen (1951)
- Direzione Nord (Mr. Denning Drives North), regia di Anthony Kimmins (1952)
- Mandy la piccola sordomuta (Mandy), regia di Alexander Mackendrick (1952)
- M7 non risponde (The Net), regia di Anthony Asquith (1953)
- It's Never Too Late, regia di Michael McCarthy (1956)
- Child in the House, regia di Cy Endfield (1956)
- Indiscreto (Indiscreet), regia di Stanley Donen (1958)
- The Young and the Guilty, regia di Peter Cotes (1958)
- A Lady Mislaid, regia di David MacDonald (1958)
- Ancora una domanda, Oscar Wilde! (Oscar Wilde), regia di Gregory Ratoff (1960)
- Accadde un'estate (The Battle of the Villa Fiorita), regia di Delmer Daves (1965)
- I nervi a pezzi (Twisted Nerve), regia di Roy Boulting (1968)
- Oh, che bella guerra! (Oh! What a Lovely War), regia di Richard Attenborough (1969)
- La ragazza con il bastone (The Walking Stick), regia di Eric Till (1970)
- A Month in the Country, regia di Bill Hays (1985) - film tv
- All Passion Spent, regia di Martyn Friend (1986) - film tv
- The Death of a Heart, regia di Peter Hammond (1987) - film tv
- The Woman He Loved, regia di Charles Jarrott (1988) - film tv
- Across the Lake, regia di Tony Maylam (1988) - film tv
- Jute City, regia di Stuart Orme (1991) - film tv
- La signora Dalloway (Mrs. Dalloway), regia di Marleen Gorris (1997)

### Televisione
- BBC Sunday-Night Theatre - serie TV, 1 episodio (1951)
- ITV Television Playhouse - serie TV, 1 episodio (1957)
- Overseas Press Club - Exclusive! - serie TV, 1 episodio (1957)
- Little Women - serie TV, 6 episodi (1958)
- Good Wives - serie TV, 5 episodi (1958)
- Armchair Theatre - serie TV, 1 episodio (1959)
- ITV Play of the Week - serie TV, 3 episodi (1958-1966)
- Love Story - serie TV, 1 episodio (1967)
- ITV Playhouse - serie TV, 1 episodio (1968)
- Kate - serie TV, 38 episodi (1970-1972)
- Owen, M.D. - serie TV, 1 episodio (1973)
- Lady Killers - serie TV, 1 episodio (1981)
- Il brivido dell'imprevisto (Tales of the Unexpected) - serie TV, 1 episodio (1983)
- Cover Her face - serie TV, 5 episodi (1985)
- Boon - serie TV, 1 episodio (1987)
- A Killing on the Exchange (1987) - miniserie TV
- Sophia and Constance - serie TV, 1 episodio (1988)
- Capstick's Law - serie TV, 1 episodio (1989)
- Victoria Wood - serie TV, 1 episodio (1989)
- After Henry - serie TV, 2 episodi (1990)
- Un cane di nome Wolf (Woof!) - serie TV, 1 episodio (1992)
- Mr. Bean - serie TV, 1 episodio (1993)
- The House of Eliott - serie TV, 1 episodio (1994)
- Le avventure di Sherlock Holmes (The Memoirs of Sherlock Holmes) - serie TV, 1 episodio (1994)
- Performance - serie TV, 1 episodio (1995)
- Casualty - serie TV, 1 episodio (1996)
- L'ispettore Barnaby (Midsomer Murders) - serie TV, episodio 3x02 (2000)

## Doppiatrici italiane
- Giovanna Scotto in Il cerchio di fuoco
- Franca Dominici in Indiscreto